# Åsbotorpsjön
Åsbotorpsjön är en sjö i Skövde kommun i Västergötland och ingår i Göta älvs huvudavrinningsområde.